# Apio verde
Apio verde es una película chilena de thriller psicológico estrenada el 2013, escrita y dirigida por Francesc Morales. Es protagonizada por Catherine Mazoyer, Cristian Gajardo, Catalina Aguayo, Sonia Mena, Teresita Reyes, Alejandro Trejo, Gregory Cohen, Jenny Cavallo, Carolina Paulsen. La película retrata como una mujer común y corriente sufre psicológica y emocionalmente al ser informada que el bebé que está esperando tiene anencefalia, una enfermedad que no le permitirá vivir una vez nacido. Debido a que ella vive en Chile, uno de los pocos países del mundo donde el aborto terapéutico es ilegal en cualquier situación, deberá esperar hasta el nacimiento natural de su hijo, sufriendo una horrible tortura psicológica. La película fue estrenada en Chile en julio de 2013.
Morales dijo recientemente a Screen International: “Esta es una situación muy real que ha sucedido muchas veces en nuestro país. Desde 1989, unos pocos meses antes del fin de la dictadura chilena, se declaró que el aborto terapéutico sería considerado ilegal, incluso cuando la vida de la madre está en peligro. El realismo es muy importante en esta película, por lo mismo la historia está basada en las vidas de muchas personas reales y también muestra cómo la política y la religión se entrometen en  temas como éstos. Aun así la película no es un drama, sino un thriller que señala que esto no es sólo una violación a los derechos humanos, sino también una situación que siempre lleva a una resolución violenta.”
La película fue invitada a ser el film de apertura del Arizona Film Festival (EE. UU.) y del único festival de cine de Chile enfocado en la diversidad sexual, Diva Film Festival 2013

## Sinopsis
Una pareja es informada que su hijo por nacer tiene una enfermedad que no le permitirá vivir fuera del útero materno. No importará cuanto dolor físico o mental esta pareja sienta; debido a  que el aborto terapéutico es ilegal en Chile,  ellos tendrán que esperar hasta el nacimiento natural de su hijo.